# Глик, Иегуда
Иегуда Джошуа Глик (ивр. יהודה גליק‎; родился 20 ноября 1965 года в Америке) — израильский политик. С 25 мая 2016 года — член Кнессета от партии «Ликуд», занявший в Кнессете место бывшего министра обороны Моше Яалона. Будучи израильским раввином, Глик много лет ведет кампанию по расширению прав евреев на Храмовую гору, в частности, за право представителей разных конфессий (мусульман, иудеев и христиан) молиться на Храмовой горе на равных основаниях.
Глик является лидером «Халиба», коалиции групп, посвятившей себя борьбе за «достижение полной и всесторонней свободы и гражданских прав евреев на Храмовую гору». Глик был награждён в 2015 году специальной сионистской премией Московиц за «Активную борьбу за права человека и свободу религиозного вероизъявления на Храмовой горе в Иерусалиме». Он был отнесен к «правым» активистам. 29 октября 2014 года на Глика было совершено покушение. Нападение осуществил Мутаз Хиджази, член движения «Исламский джихад» в Палестине.

## Биография

### Личная жизнь и карьера
Иегуда Глик родился 20 ноября 1965 года в Соединённых Штатах Америки в семье Бренды и Шимона Глик; семья иммигрировала в Израиль, когда он был ребёнком.
Глик является председателем Фонда наследия Храмовой горы, ранее работал исполнительным директором Института Храма, группы, поддерживающей строительство Третьего Храма на Храмовой горе. Он живёт в Отниэле.

### Активность
Глик защищал и защищает право представителей разных конфессий (мусульман, иудеев и христиан) молиться на Храмовой горе на равных основаниях Он был назван «символом борьбы евреев за право молиться на Храмовой горе».. Глик видит в будущем евреев, молящихся на Храмовой горе наравне с мусульманами. Глик говорит о своем видении будущего Храмовой горы: это должен быть «Дом молитвы для всех народов», рядом с которым расположатся Купол Скалы и восстановленный еврейский жертвенный алтарь.
Журналист «Гаарец» Нир Хассон указал израильским левым на «абсурдность происходящего на Храмовой горе», ведь разрешая молиться мусульманам и запрещая евреям, мы «дискриминируем людей по религиозному признаку».
Глик приводил группы евреев на Храмовую гору и неоднократно арестовывался во время молитв, прогуливаясь и снимая видео на Храмовой горе. 10 октября 2013 года Глик начал голодовку в знак протеста против полицейского запрета подниматься ему на Храмовую гору. Через 12 дней полиция смягчилась и согласилась позволить ему восходить на Храмовую гору вместе с другими евреями. Однако это было разрешение только для посещения, а не для молитвы. Израильский суд присудил возмещение ущерба Глику за два неправомерных ареста, во время которых он пытался сфотографировать чиновников, отказывающих в посещении Храмовой горы евреям, носящим явно религиозную одежду.
Глик был арестован в августе 2014 года за то, что якобы толкнул одного из охранников мусульманских женщин на Храмовой горе, был обвинен в середине октября в том, что из-за него женщина упала и в результате сломала руку. Адвокат Глика сказал, что «не было никаких прямых доказательств того, что Глик напал на женщину». Условием освобождения Глика под залог был запрет ему входить в суд во время процессуальных разбирательств. В декабре состоялся суд. Израильская полиция утверждала, что запрет необходим, так как «Глик на территории представляет угрозу общественному порядку»". Он подал ответный иск против израильской полиции и был впоследствии оправдан, получил 650 000 шекелей за моральный ущерб и судебные издержки, понесенные в связи с запретом. Кроме того, было вынесено решение, в котором суд поддержал утверждение о том, что в еврейской молитве на Храмовой горе нет ничего противозаконного.
4 июня 2015 года иерусалимский окружной суд запретил Глику вход на Храмовую гору, отменив решение суда низшей инстанции. Судья постановил, что присутствие Глика было подстрекательством, и что «существует риск насилия в случае, если ответчик возвратится до конца судебного разбирательства по его делу». 25 февраля 2016 года полиция отказалась от своих обвинений против Глика.
Американский политический обозреватель Берни Куигли сравнил Глика с Ганди. Назвал его «крепко связанным с землей, мудрым, рассудительным, ненасильственным и сострадательным». Он заявил, что постоянный отказ мусульманского руководства открыть Храмовую гору для всех монотеистических религий «очень опасен … и служит большой угрозой для мира и для мира во всем мире». Шани Литтман, пишущий для «Гаарец», рисует Глика выступающим с докладами на встречах с ортодоксами Иерусалима[значимость факта?].
В период ожидания места в 20-м Кнессете Глик продолжил активную кампанию за возможность посещения и молитв на Храмовой горе. Но из-за вспыльчивого характера и активности его кампаний на протяжении многих лет он несколько раз получал отказ.

## Покушение
29 октября 2014 г. Иегуда Глик выступал с речью в Центре наследия Менахима Бегина в Иерусалиме. По словам очевидца Шая Малка — парламентского помощника Моше Фейглина в Кнессете, человек на мотоцикле, говорящий с «заметным арабским акцентом», приблизился к Глику в тот момент, когда тот погрузил оборудование в свой автомобиль после выступления на конференции. Убедившись, что перед ним Иегуда Глик, мотоциклист выстрелил ему в грудь 4 раза и убежал.
После покушения Глик был доставлен в Шаарей Цедек для лечения. Глик позже сказал раввину, что стрелявший извинился перед тем, как выстрелить в него, и со словами: «Мне очень жаль, но ты враг Аль-Аксы, я должен» — все же выстрелил.
Глику было сделано несколько операций. Через некоторое время появились первые признаки улучшения. 5 ноября он начал узнавать членов семьи. Стал общаться, при помощи кивка головы показывал «да» или «нет». 11 ноября Глик, наконец, смог дышать самостоятельно, а также говорить. Одним из первых людей, с которыми он общался в процессе выздоровления, был Председатель Кнессета Юлий Эдельштейн. По телефону он сказал: «Я знаю, что вы боретесь за право говорить, и в течение последних нескольких дней я боролся, чтобы дышать — поэтому теперь я дышу самостоятельно, и я с радостью хочу поделиться этим с вами». Он был выписан из больницы 24 ноября.
Полиция проследила за подозревавшимся в нападении Мутазом Хиджази. По сообщениям израильской полиции, при попытке ареста мирным путем полицейские были обстреляны (семья Хиджази это отрицает). В результате пришлось применить оружие, и Хиджази был застрелен. В районе Абу-Тор вспыхнули массовые беспорядки, начались протесты. Представитель полиции Микки Розенфельд заявил, что доказательства, полученные на квартире Хиджази, показали связь Хиджази со стрельбой. Его семья утверждает, что власти до сих пор не предоставили им твердых доказательств, изобличающих Мутаза в попытке убийства. Согласно палестинским источникам, адвокаты Глика просили снести весь дом, где Хиджази жил. Первоначально было заявлено, что дом Хиджази будет разрушен, позже было решено, что дом не может быть уничтожен. Часть дома, где жил Хиджази, была блокирована.
Подозреваемый Мутаз Хиджази был членом «Исламского джихада» и отсидел 11 лет в израильских тюрьмах за участие в преступлениях против безопасности. «Исламский джихад» немедленно опубликовал некролог, в котором подтвердил членство Хиджази Директор филиала иерусалимского движения ФАТХ сказал: «Нам в ФАТХе не стыдно взять на себя ответственность за геройский поступок, который он совершил сегодня».

## Реакции
На следующее утро после попытки убийства Глика правые активисты призвали к немедленному мирному маршу на Храмовую гору. Сотрудники службы безопасности сразу закрыли туда доступ. Министр экономики Израиля Нафтали Беннет сказал, что покушение пересекло «красную линию крови», и призвал премьер-министра Биньямина Нетаньяху «восстановить суверенитет Израиля и её столицы».
Выступая от имени «Исламского джихада» на следующее утро после стрельбы, Дауд Шихаб сказал, что Глик «получил то, что заслужил». Палестинский президент Махмуд Аббас направил телеграмму соболезнования семье террориста после того, как он был убит полицией. Премьер-министр Израиля Биньямин Нетаньяху отреагировал словами: «В то время, когда мы пытаемся успокоить ситуацию, Абу Мазен выражает соболезнования в связи со смертью того, кто пытался совершить предосудительное убийство. Пришло время, когда международное сообщество должно осудить его за такие действия». Авигдор Либерман, который был в то время Министром иностранных дел Израиля, сказал: «Это показывает, что Абу-Мазен является партнером, только партнером для террора, для террористов и для убийства. Это подлое письмо, в котором Абу Мазен открыто поддерживает террор и поощряет дальнейшие убийства.»

## Политическая карьера
Глик был тридцать третьим в списке Ликуда на выборах в Кнессет 2015 года, но партия получила 30 мест. Однако после отставки двух членов Кнессета от Ликуда Глик стал первым в очереди на место в Кнессете. С декабря 2015 года стал посещать заседания фракции Ликуда. В мае 2016 года бывший министр обороны Моше Яалон вышел из Кнессета Глик был официально приведен к присяге 25 мая..